# Борисав Писић
Борисав Писић (Роћевић, Зворник, 31. јануар 1949 — Београд, 21. април 2015) био је југословенски атлетичар, професор и директор Друге економске школе у Београду. 

Атлетиком је почео да се бави у љубљанској Олимпији, чији је члан био од 1966. до 1971. године. Тренери су му били Скушек и Александар Маринковић. Такмичио се у тркачким дисциплинама. Члан Црвене звезде постао је 1972. године и у дресу београдског клуба постигао је своја највећа достигнућа такмичећи се до 1985. године.
Чак 19 пута био је шампион Југославије на 100 метара, 110 препоне и 4 x 100 метара. У 17 наврата поставио је национални рекорд на 110 м препоне, 200 м и 4 x 100 метара. Титуле првака државе на 110 метара са препонама освајао је чак 10 пута (од 1972. до 1976, од 1978. до 1981. и 1983. године). Четири пута био је најбољи у Југославији и на 100 метара (1972. и од 1974. до 1976. године). На 100 метара најбрже је трчао 1975. године (10,3), а на 110 м препоне 1976. и 1981. године, када је имао резултат од 13,6. Са Црвеном звездом је освојио бројне екипне титуле. 

Директор Друге економске школе у Београду био је од 2001. до 2007. године.